# Réservoir de Charonne
Réservoir de Charonne (česky nádrž Charonne) je jednou z pěti sekundárních vodních nádrží města Paříže, zásobovaných řekou Marnou a určených jako zásobárna užitkové vody. Nachází se ve 20. obvodu mezi rue Lisfranc, rue Stendhal, rue Lucien Leuwen a rue des Prairies, severně od hřbitova Charonne. Dnes ji spravuje společnost Eau de Paris.

## Historie
Byla vyhloubena v roce 1897 na pozemku u hřbitova Charonne, který se nachází na druhé straně silnice Parc-de-Charonne. Při jeho výstavbě bylo odkrylo téměř osm set koster stále zabalených ve vojenských uniformách. Výzkumem knoflíků uniforem bylo zjištěno, že se jedná o ostatky komunardů, kteří byli zastřeleni během posledních dnů Pařížské komuny a narychlo pohřbeni v květnu 1871 na tomto místě v hromadných hrobech. Tyto kostry těl vojáků byly v roce 1897 znovu pohřbeny bez náhrobků podél zdi na jižní straně dnešního hřbitova. Je zde umístěna pamětní deska.